# Stein Mehren
Pour les articles homonymes, voir Mehren.
Stein Mehren, né le 16 mai 1935 à Oslo et mort le 28 juillet 2017, est un écrivain, poète et artiste visuel norvégien.

## Distinctions
- Prix littéraire Mads Wiel Nygaard (1963)
- Prix Dobloug (1971)
- Prix Aschehoug (1973)
- Prix littéraire Riksmål (1975)
- Prix Fritt Ord (1979)
- Dotation Gyldendal (1981)
- Prix de l'Académie norvégienne (1987)
- Prix de la culture de la ville d'Oslo (1989)
- Gyldendal prize (2004)

## Œuvres traduites en français
- Soudain le ciel, trad. d’Eva Sauvegrain, Pierre Grouix, Cordes-sur-Ciel, France, Éditions Rafaël de Surtis, coll. « Pour une rivière de vitrail », 2009, 84 p.  (ISBN 978-2-84672-144-8)